# Everything I Miss at Home
Everything I Miss at Home är en låt framförd av Cherrelle, inspelad till hennes tredje studioalbum Affair (1988). Låten skrevs och producerades av Cherrelles återkommande samarbetspartners Jimmy Jam & Terry Lewis och gavs ut som albumets huvudsingel den 30 september 1988. "Everything I Miss at Home" är en R&B- och quiet storm-låt där framföraren står inför en potentiell kärleksaffär. Låten beskrevs av producenterna som den centrala höjdpunkten på Affair, ett konceptalbum som avhandlar ett misslyckat äktenskap. Musikjournalister var positiva till låten som ansågs vara en sofistikerad och vackert sjungen ballad.
"Everything I Miss at Home" blev Cherrelles första listetta på amerikanska Hot Black Singles och hennes största hit i karriären. Till skillnad från hennes tidigare singelutgivningar slog låten aldrig igenom utanför R&B-marknaden och missade Billboard Hot 100. Den nådde även förstaplatsen på Cash Box Top Black Singles samt på R&B Reports Quiet Storm Chart. Musikvideon till låten hade premiär på BET i oktober och blev en av kanalens mest visade videor under sista kvartalet av 1988. "Everything I Miss at Home" är rankad i Rock Song Index: The 7500 Most Important Songs for the Rock and Roll Era av musikjournalisten Bruce Pollack.

## Bakgrund
Under det tidiga 1970-talet arbetade den amerikanska sångerskan Cherrelle på en bank i Detroit, Michigan. Hon var inte en särskilt uppskattad anställd då hon oftast kom sent till arbetet och pratade för mycket i telefon, vilket fick hennes chef att skälla på henne. Nattetid var hon vaken och tillbringade tiden i inspelningsstudion för att förverkliga sina drömmar om att bli musiker på heltid. När Cherrelle och hennes föräldrar flyttade fick de musikern Michael Henderson som granne. Han lovade att hjälpa henne och erbjöd henne jobb på sitt studioalbum In the Night Time (1978). Efter att ha varit ute på turné med Henderson spelade Cherrelle in en demolåt som upptäcktes av skivbolaget Tabu Records. Cherelles far förhandlade för hennes räkning fram ett skivkontrakt med bolaget och hon fick produktionsduon Jimmy Jam & Terry Lewis som mentorer.
År 1984 fick Cherrelle en topp tio hit på Billboards R&B-lista med "I Didn't Mean to Turn You On" och 1986 spelade hon in duetten "Saturday Love" med Alexander O'Neal som blev en ännu större hit och nådde andraplatsen. Duon arbetade ihop igen på "Never Knew a Love Like This" år 1988 som även den nådde andraplatsen i USA. Inför skapandet av Cherrelles tredje studioalbum på Tabu hade Jam och Lewis högre ambitioner och ville åstadkomma något mer än bara en samling låtar. Likt deras Hersay-album (1988) skapat åt O'Neal ville de att Cherrelles Affair skulle ha ett genomgående tema. I en intervju med Billboard-journalisten Adam White i boken The Billboard Book of Number 1 Rhythm & Blues Hits utgiven 1993 sade Jam: "[Albumet] hette Affair och handlade om en kärleksrelation som gått illa. 'Everything I Miss at Home' var höjdpunkten, låten som förklarade vad resten av albumet handlade om."

## Utgivning och marknadsföring
"Everything I Miss at Home" gavs ut som huvudsingeln från Affair. Den skickades till amerikansk R&B-radio (urban contemporary) den 30 september 1988. Skivaffärer sålde fysiska exemplar av singeln i form av CD, 7" och 12" vinylskivor samt kassett. Vinylskivorna innehöll "Where Do I Run To" och "I Didn't Mean to Turn You On" som b-sidor. Musikvideon till låten hade premiär på BET den 8 oktober. Den 10 december rapporterade Billboard att videon var kanalens mest visade efter Cameos "You Make Me Work" (1988). "Everything I Miss at Home" inkluderades på Cherrelles båda samlingsalbum The Best of Cherrelle (1995) och Greatest Hits (2005).

## Komposition och textanalys

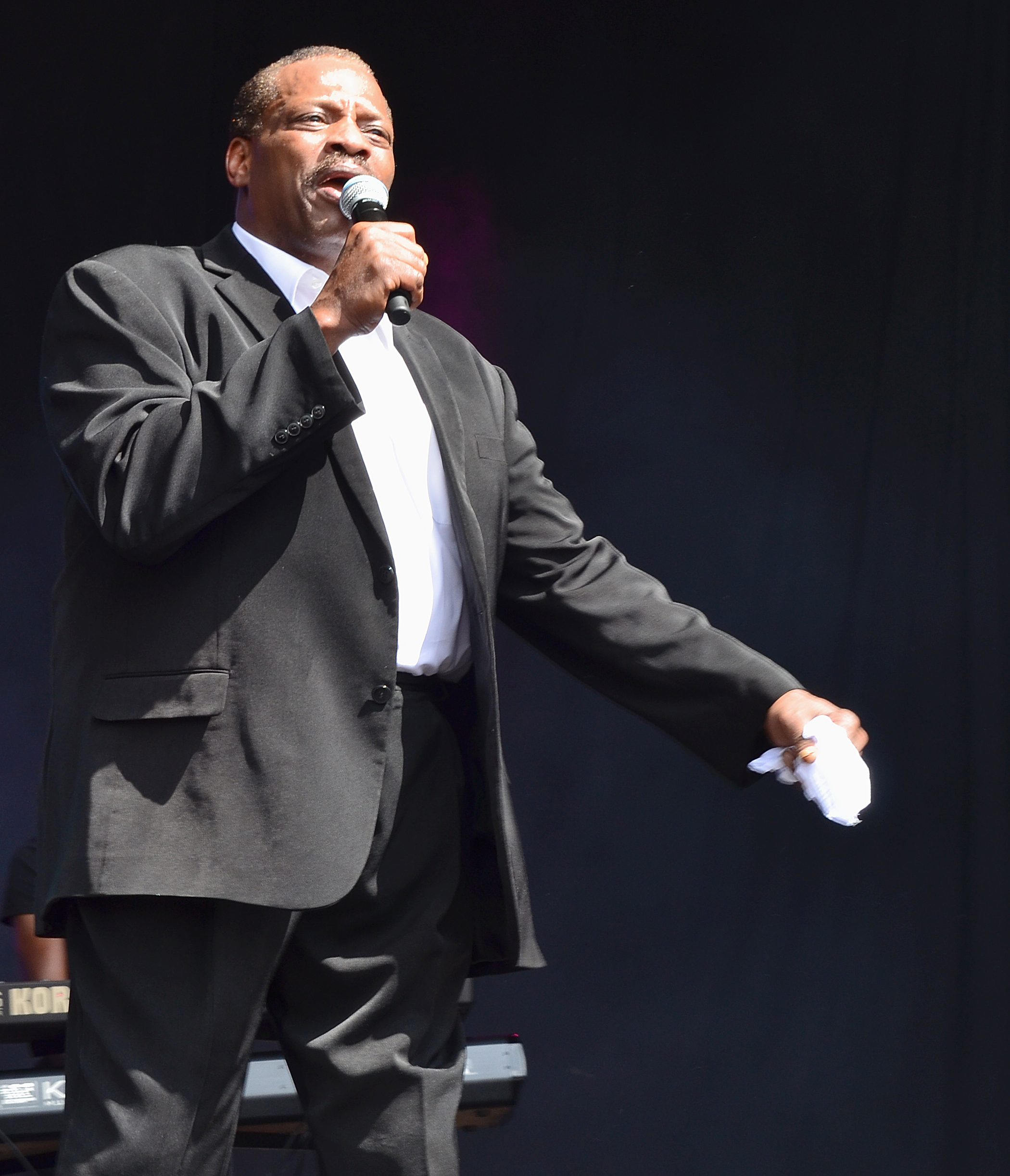
"Everything I Miss at Home" gästas av Cherrelles frekventa samarbetspartner Alexander O'Neal (på bilden).

"Everything I Miss at Home" är en ballad i downtempo med en total speltid på tre minuter och femtiofem sekunder (3:55). Den är en R&B-låt som rör sig inom ramarna för quiet storm. Låten är skriven i tonarten d-moll och har 91 taktslag per minut. Tillsammans med "Keep It Inside" var den en av två på Affair som innehöll O'Neal som gästsångare. Ed Hogan från Allmusic ansåg att låten förde tankarna till en "sen kväll ensam vid en bar" där "tänkare samlas för att begrunda sina liv medan de långsamt smuttar på en drink."
"Everything I Miss at Home" beskriver en kvinna som inte får vad hon behöver känslomässigt av sin make. Hon känner sig oälskad och ouppskattad. När hon hittar en annan man som ger henne uppmärksamhet och kärlek bestämmer hon sig för att inleda en kärleksaffär. Hon sjunger: "I can’t pretend to be the happy one/ And be taking for granted I was lonely ‘til you were there for me". Ungefärligt översatt: "Jag kan inte låtsas vara lycklig/ jag togs för givet och var ensam tills du kom och fanns där för mig". Enligt Mark Chappelle från webbplatsen Albumism utmanade låttexten samhällets förväntningar på kvinnor att de skulle vara nöjda och fogliga. I refrängen fortsätter Cherrelle: "You give me attention/ You're someone who understands my needs/ A man who is sensitive/ Everything I miss at home". I en intervju reflekterade Cherrelle: "Folk var så arga på mig för den låten. Män kom fram till mig och sa: 'Cherrelle du har gjort det jobbigt hemma, min hustru kommer hem och berättar om allt hon saknar från mig!'" I en intervju med White diskuterade Jam låtens komposition och tema och sade: 

"['Everything I Miss at Home'] blev precis som vi hade tänkt oss. Vi ville skapa en nattklubbsliknande piano/jazzloungekänsla där man kan se kvinnan framför sig som sitter i baren med en drink och funderar på sitt nästa drag. Hon står inför ett vägval. Ska hon till maken eller ska hon fullfölja kärleksaffären, eller har någon kanske en affär bakom hennes rygg."

## Mottagande

### Kritikers respons
Billboard beskrev "Everything I Miss at Home" som en "förtjusande ballad" och Affair som Cherrelles "starkaste försök" fram till dess i karriären. Black Radio Exclusive recenserade låten och skrev: "Första singeln produceras av Jimmy Jam & Terry Lewis och är en kristallklar ballad [...] som för sångerskans eleganta stil till framkant. Alexander O'Neal bidrar mot slutet med en soulberikad manlig infallsvinkel". Kollegan Elaine Stepster från samma tidning beskrev den som "sammetslen, sofistikerad R&B-låt". Cash Box beskrev låten som "vacker och känsloväckande" och trodde att den skulle tilltala fans av Anita Baker och Brenda Russell.

### Kommersiell respons
Den 30 september rapporterade R&R Magazine att "Everything I Miss at Home" var veckans mest tillagda i R&B-radiostationernas spellistor. Den konkurrerande musiktidningen Gavin Report rapporterade att låten fortsatt var den mest tillagda den 7 oktober. Den gick in på plats 50 på den amerikanska R&B-topplistan Hot Black Singles den 15 oktober. Den nådde topp trettio på listan den 5 november och topp tjugo veckan efter. Två veckor efter att Affair släppts i USA, den 26 december, nådde "Everything I Miss at Home" sjundeplatsen. Den blev därmed Cherrelles fjärde topp tio hit. Den nådde förstaplatsen på listan den 17 december 1988 och blev hennes första listetta i karriären. I Cash Box noterades den för första gången den 8 oktober på plats 63 i Cash Box Top Black Singles. Följande vecka klättrade låten till plats 47. Under Cherrelles nionde vecka på topplistan nådde den topp tio och placerade sig på en sjundeplats. "Everything I Miss at Home" nådde förstaplatsen på listan den 17 december. I R&R Magazines och Gavin Reports respektive radiotopplistor nådde "Everything I Miss at Home" även förstaplatserna, samt Quiet Storm Chart sammansatt av R&B Report. År 2005 rankades "Everything I Miss at Home" i Rock Song Index: The 7500 Most Important Songs for the Rock and Roll Era av musikjournalisten Bruce Pollack.
Jam och Lewis var särskilt glada åt att de lyckades ge Cherrelle en listetta på Hot Black Singles då de ansåg att Cherrelle farit illa under inspelningen av "Saturday Love". I en intervju sade Jam: 

"En ljudtekniker övergav oss precis efter vi byggt vår inspelningsstudio och vi hade ingen aning om hur allt fungerade. Klienten som var på besök just då var Cherrelle. Vi sprängde högtalare och gjorde felkopplingar för vi var helt vilse. Hennes framtida karriär hängde på oss och vi visste inte vad vi höll på med. Cherrelle var så förstående och fick oss att känna oss som hemma. Vi sa att hon var vår försökskanin. Alla vi jobbade med efter drog nytta av de misstag vi begick med Cherrelle. 'Saturday Love' var låten som fick hennes karriär att lyfta, så det gick trots allt helt okej. Eftersom hon var så tålmodig var vi väldigt glada över att ha bättre koll på läget när vi jobbade tillsammans på 'Everything I Miss at Home'."

## Format och låtlistor
Enligt Discogs finns det 11 utgivningar av "Everything I Miss at Home". Nedan listas ett urval som ej är identiska.
| 1. | "Everything I Miss at Home" | 3:55 |

| 1. | "Everything I Miss at Home"    | 3:55 |
| 2. | "Where Do I Run To"            | 3:40 |
| 3. | "I Didn't Mean to Turn You On" | 6:21 |

## Medverkande
Information hämtad från Discogs
- Cherrelle – sång, bakgrundssång, medproducent, arrangemang (sång)
- James Harris III – producent, trummor, keyboard, arrangemang (sång, rytm)
- Terry Lewis – producent, trummor, trummprogrammering, slagverk, keyboard, arrangemang (sång, rytm)
- Clarence Avant – chefsproducent
- Steve Hodge – ljudmix, inspelning
- Randy Ran – bakgrundssång
- Alexander O'Neal – sång, bakgrundssång

## Topplistor

### Veckolistor
| Lista (1988)                             | Topplacering |
| ---------------------------------------- | ------------ |
| Storbritannien UK Singles Chart (OCC)    | 83           |
| USA Hot Black Singles (Billboard)        | 1            |
| USA Cash Box Top Black Singles           | 1            |
| USA Urban Contemporary (Gavin Report)    | 1            |
| USA Urban Contemporary (Radio & Records) | 1            |
| USA Quiet Storm Chart (R&B Report)       | 1            |

## Utgivningshistorik
| Land | Datum             | Utgåva     | Format                     | Skivbolag | Ref.  |
| ---- | ----------------- | ---------- | -------------------------- | --------- | ----- |
| USA  | 30 september 1988 | Radio Edit | Radio (urban contemporary) | Tabu      | [ 2 ] |